# Józef Madeja (klarnecista)
Józef Madeja (ur. w 1892, zm. w 1968) – polski klarnecista, pedagog muzyczny, kompozytor, organizator życia muzycznego w Wielkopolsce.

## Życiorys
Studiował w Weimarze i Berlinie. Od 1919 związał swoje życie osobiste i zawodowe z Poznaniem. Po wojnie kontynuował tam swoją pracę jako muzyk i pedagog. W 1950 został pierwszym kierownikiem Katedry Instrumentów Dętych w Państwowej Wyższej Szkoły Muzycznej w Poznaniu. Był profesorem nadzwyczajnym tej uczelni. Napisał wielokrotnie wznawiany podręcznik dla klarnecistów Techniczna szkoła na klarnet cz. 1 i 2 (wyd. PWM). Do jego uczniów należał m.in. Ludwik Kurkiewicz. 
Uczył też w Poznańskim Liceum Muzycznym.
Spopularyzował Koncert klarnetowy B-dur Karola Kurpińskiego zarówno jako wykonawca, jak i autor opracowania i kadencji wiruozowskiej.

## Upamiętnienie
W Poznaniu działa Stowarzyszenie im. Józefa Madei, które organizuje od 2019 Międzynarodowy Festiwal im. Józefa Madei.